# しまなみライナー
しまなみライナーは西瀬戸自動車道（しまなみ海道）を経由する広島県の主要都市と愛媛県今治市を結ぶ高速バスである。尾道市、三原市、因島市（当時）を発着する路線もあったが、既に廃止となり、広島市と福山市を発着する路線が残っている。

## 概要
しまなみ海道（西瀬戸自動車道）が開通した翌日の1999年5月2日に5路線（今治～広島、福山、尾道、三原、因島）が運行開始された。初日の乗車率は5～6割と好調だったものの、しまなみ海道の交通渋滞により到着時間が軒並み3～6時間以上遅れ、車両の都合がつかず午後からの尾道行き、福山行きが一部運転をとりやめた。今治～尾道・福山線は路線開設時は所要時間を約1時間40分前後でダイヤ編成していたが、2日午後の便は軒並み9～10時間要する事態となった。開通後初の平日となった5月6日には車の流れが順調となり、定時運行となった。
しかし、開通初期の渋滞によるダイヤ乱れのイメージやマイカーとの競争、競合航路の開設・値下げなどで利用は低迷。1999年5～9月の1便平均乗客は広島線が8.5人、三原線が4.1人、尾道線が12.2人、福山線が10.5人、因島線が2.6人と採算ラインの15名を下回る結果となった。
同年8月21日には三原線が8往復から4往復に減便した。今治～三原間では、1998年6月の路線免許取得後に今治～三原間に高速船が計8往復、井口～三原間に高速船が計9往復が就航し、航路との競争が発生した。減便後も乗客は増えず、5月から9月20日までの1便当たりの乗客数4.2人と採算ラインの13人程度を下回り、利用者数が低迷し増加の可能性も小さいとして同年11月1日付けで三原線は廃止となった。
因島線も同年9月21日から4往復から3往復に減便した。今治～因島間にはしまなみ海道開通後に今治～土生を島しょ部経由で結ぶ快速船が1日8往復（商用時間片道1時間10分）就航し料金も開通前の半額の片道1,230円に抑えられ、便数・料金・時間面（バスは料金1,700円、片道1時間15分）で航路に対抗できず、月別の1便平均利用者数は2.2～3.5人と低迷。同年11月10日には因島線は休止となった。
尾道線は2000年4月から2001年1月間の1便当たりの平均乗車数が6.8人と前年度平均10.5人を大きく下回るなど年々利用者数が減少し、2001年3月23日から10往復から8往復に減便した。2002年7月26日からは8便のうち、4便を広島県生口島の観光名所である耕三寺経由に切り替え、直行化で利便性の向上を図った。しかし、2004年度の1便当たりの平均乗車数は5.5人と初年度と比べて半減するなど利用者数の減少に歯止めがかからず、2005年6月20日で尾道線は廃止となった。尾道線廃止により、今治～尾道間を直接結ぶ路線バスは無くなっていたが、2014年4月におのみちバスがしまなみサイクルエクスプレス（1日3往復）を開設した。しかし、新型コロナ感染症の影響と利用者数低迷などでしまなみサイクルエクスプレスは2020年6月28日で廃止となった。
路線開設当初は、しまなみ海道の未開通部分（大島北IC-大島南IC、生口島北IC-生口島南IC）では一般国道を経由していたが、2006年に生口島道路が完成ししまなみ海道が全通すると一般国道を経由していた区間が海道経由に変更された。これに伴って今治～福山線では約14分、今治～広島線では約9分所要時間短縮された。全通による時間短縮効果で2006年度には広島線の利用者数は4万1902人となり前年度比13％増加となり、福山線も12万8,738人と10.5％増加となった。
近年のしまなみ海道のサイクリング人気などの影響で特に新幹線の乗り継ぎ需要のある福山線の人気は高まっており、2023年度の乗客は約16万8千人で、開設した1999年度の約10万人から大きく増加している。

## 歴史

### 福山線
- 1999年5月2日 - 瀬戸内運輸・しまなみバス開発（現：瀬戸内しまなみリーディング）・中国バス・鞆鉄道の共同運行により運行開始（1日16往復）。
- 2006年
  - 4月29日 - 西瀬戸自動車道島内区間の全通に伴い、新規開通区間上の瀬戸田・大島の各停留所に新規停車。
  - 12月22日 - 旧・中国バスの事業廃止により、同社担当便を新・中国バス（両備ホールディングスの100%子会社）に移管。
- 2020年9月1日 - 新型コロナ感染症の影響により減便運行を開始[15]。
- 2021年8月11日 - スマホ乗車券バスもり!の取り扱い開始[16]。
- 2023年3月18日 - 新型コロナ感染症で減便などを行っていたが、通常運行を再開[17]。
- 2025年3月30日 - 鞆鉄道・中国バス運行便において、ICOCAの対応を開始[18]。

### 広島線
- 1999年5月2日 - 瀬戸内運輸・しまなみバス開発（現：瀬戸内しまなみリーディング）・広交観光の共同運行により運行開始（1日6往復）。
- 2006年4月29日 - 西瀬戸自動車道島内区間の全通に伴い、新規開通区間上の瀬戸田・大島の各停留所に新規停車。
- 2013年10月1日 - 広島線において 高坂BSへの停車を廃止[19]。
- 2015年5月28日 - 広島線が新白島駅に新規停車[20]。
- 2017年7月19日 - 運行経路の変更により新白島駅、中筋駅を廃止。広島駅新幹線口に新規停車。
- 2020年
  - 4月11日 - 新型コロナ感染症の影響により当面の間、土日祝日のみ運行便を休止し平日と同じダイヤ（1日3便）となる[21]。
  - 4月25日 - 新型コロナ感染症の影響により、全便運休となる[22]。
  - 6月20日 - 運行を再開[23]。

### 尾道線
- 1999年5月2日 - 瀬戸内運輸・しまなみバス開発（現：瀬戸内しまなみリーディング）・中国バス・本四バスの共同運行により運行開始（1日10往復）。
- 2001年3月23日 - 1日8往復に減便[8]。
- 2002年7月26日 - 1日8往復のうち、4便を生口島内のルートを耕三寺経由に変更[9]。
- 2005年6月20日 - 路線廃止[10]。廃止の代替措置として、因島大橋（大浜PA）で一般路線バス尾道-因島線と当路線との間で乗り継ぎ割引を適用（乗り継ぎ割引乗車券を販売していたが2025年3月末で販売終了。乗り継ぎは可能となっている）。

### 三原線
- 1999年
  - 5月2日 - しまなみバス開発（現：瀬戸内しまなみリーディング）・本四バス開発の共同運行により運行開始（1日8往復）。
  - 8月21日 - 1日4往復に減便[5]。
  - 11月1日 - 路線廃止[5]。

### 因島線
- 1999年
  - 5月2日 - 因の島運輸（現：因の島バス）の単独運行により運行開始（1日4往復）。
  - 9月24日 - 1日4往復から3往復に減便[5]。。
  - 11月10日 - 路線休止[7]。

## 運行会社

### 広島線
- 広交観光
- 瀬戸内運輸
- 瀬戸内しまなみリーディング

3社が1往復/日の運行をそれぞれ担当している。また、瀬戸内運輸と瀬戸内しまなみリーディング担当の便はローテーションで担当している。

### 福山線
- 中国バス
- 鞆鉄道
- 瀬戸内運輸
- 瀬戸内しまなみリーディング

瀬戸内しまなみリーディングが1日6往復、瀬戸内運輸･中国バスがそれぞれ4往復、鞆鉄道が2往復を担当している。
かつて運行されていた尾道線は中国バス･瀬戸内運輸･瀬戸内しまなみリーディング（当時はしまなみバス開発）･本四バス開発、三原線は瀬戸内しまなみリーディングと本四バス開発の2社、因島線は因の島運輸が運行を行っていた。なお三原線は、盛港―忠海港(竹原市)間で大三島フェリーにバスごと載せる形態をとっていた。

## 運行回数

### 広島線
- 昼行3往復/日（平日）、昼行6往復/日（土･日･祝日）

### 福山線
- 昼行16往復/日

## 停車停留所
（停留所 - 停留所）でくくった中での相互乗降はできない。

### 広島線
（広島バスセンター - 広島駅新幹線口 - 向東BS - 向島BS - 因島大橋 - 因島重井BS） - 瀬戸田BS - 瀬戸田PA - （大三島BS - 上浦BS - 伯方島BS - 大島BS - 馬島BS - 今治駅前 - 今治桟橋）
- 八幡PAにて休憩。
- 全便予約制で、席は全席指定制である。但し当日空席がある場合に限り予約無しでも乗車可。

### 福山線
（福山駅前 - 向東BS - 向島BS - 因島大橋 - 因島重井BS） - 瀬戸田BS - 瀬戸田PA - （大三島BS - 上浦BS - 伯方島BS - 大島BS - 馬島BS -今治駅前 - 今治桟橋）

### 廃止路線
因島線
（長崎桟橋 - 土生港 - 因島市役所 - 金山 - 赤崎） - （大三島BS - 今治駅前 - 今治桟橋）
尾道線
(尾道駅前 - 日比崎小学校前 - 新尾道駅 - 向東BS - 向島BS - 因島大橋 - 因島重井BS - 赤崎 - 大三島BS - 上浦BS - 伯方島BS - 吉海町役場前 - 馬島BS - 今治駅前 - 今治桟橋
三原線
（三原駅 - 忠海港） - （盛港 - 大三島BS - 伯方島BS - 吉海町役場前 - 馬島BS - 来島海峡SA - 今治桟橋）

## 運行経路

### 広島線
- 広島市内 - 間所出入口 - 広島高速1号線 - 広島東インターチェンジ - 山陽自動車道 - 福山西IC - 尾道福山自動車道 - 西瀬戸自動車道（しまなみ海道） - 今治北IC - 今治市内

### 福山線
- 福山市内 - 国道2号 - 赤坂バイパス - 松永道路 - 尾道福山自動車道 - 西瀬戸自動車道（しまなみ海道） - 今治北IC - 今治市内

## 車内設備

### 広島線
- ハイデッカー車
- トイレ　　※トイレなし車両にて運行する場合あり。
- 4列シート

### 福山線
- ハイデッカー車
- 4列シート